# Vieux-Rouen-sur-Bresle
Vieux-Rouen-sur-Bresle is een gemeente in het Franse departement Seine-Maritime (regio Normandië) en telt 643 inwoners (1999). De plaats maakt deel uit van het arrondissement Dieppe.

## Geografie
De oppervlakte van Vieux-Rouen-sur-Bresle bedraagt 14,9 km², de bevolkingsdichtheid is 43,2 inwoners per km².
De onderstaande kaart toont de ligging van Vieux-Rouen-sur-Bresle met de belangrijkste infrastructuur en aangrenzende gemeenten.

## Demografie
Onderstaande figuur toont het verloop van het inwonertal (bron: INSEE-tellingen).